# José García (Musiker)
 José Francisco García (* 22. Juli 1908 in Buenos Aires; † 5. April 2000) war ein argentinischer Geiger, Bandleader, Musikpädagoge und Tangokomponist.

## Leben
García studierte Musik am Conservatorio Nacional. Nach dem Studium gründete er eine eigene Musikschule in Lanús. 1926 bildete er mit Studenten seiner Musikschule ein Kinderorchester. Aus diesem ging das Orchester hervor, das 1930 am Teatro San Martín debütierte und den Namen Los Zorros Grises erhielt. In der ersten professionellen Besetzung von 1936 bestand es aus dem Pianisten Juan Carlos Barbará, dem Kontrabassisten Rodolfo Morán, dem Oboisten Francisco Caamaño, den Geigern  Hipólito Morán, Juan Aprobat, Domingo Perego und Mario Lalli, den Bandoneonisten Héctor González, Alfredo Ponce, Roberto Quiroga, Luis Mastorini und Alfredo González und den Sängern Augusto Gothier und Nilda Wilson. Leiter war García, der zunächst auch selbst Geige spielte, später aber das Orchester nur noch dirigierte.
Das Orchester trat zunächst in Cafés und bei Karnevalsbällen auf, kam dann zu Radio Porteña und wurde schließlich von Radio Belgrano engagiert. Der Pianist Barbará trennte sich 1938 von den Zorros Grises, um ein eigenes Orchester zu gründen. Sein Nachfolger wurde Rodolfo Lozano. Im Laufe der Zeit wechselte die Besetzung des Orchesters mehrfach. 1941 war Carlos Alberti der Sänger, ab 1942 Alfredo Rojas, zwischen 1945 und 1947 waren es Luján Cardillo, Osvaldo Cordó und Alberto Santillán. 1943 waren die Instrumentalisten Carlos Figari (Klavier), Rodolfo Morán (Kontrabass), Elías Slom, Rodolfo Filoso, Carlos Deambroggio und Ítalo Morán (Geige) sowie Nicolás Castillo, Luis Masturini, Héctor González und Pablo García (Bandoneon).
1942 erhielt das Orchester einen Vertrag beim Label Odeon. Dort nahm es 1942 Horacio Pettorossis Tango Fea auf. Bis 1945 entstanden weitere 40 Aufnahmen, davon 33 mit Alfredo Rojas als Sänger, eine mit Nilda Wilson, zwei mit dem Duo Rojas-Wilson und vier Instrumentalstücke. García komponierte 28 Stücke. Bereits 1950 zog er sich von seinen musikalischen Aktivitäten zurück.

## Kompositionen
- No pudo ser
- Nocturno de tango
- Esta noche de luna
- Si escucharas mis amores
- Jesús de Nazareth
- Desolación
- María Triniá
- El mentiroso